# Dave Dombrowski
David Domborwski, né le 27 juillet 1956 à Chicago, Illinois, États-Unis, est un dirigeant de baseball qui est l'actuel président des Red Sox de Boston de la Ligue majeure de baseball. 
Président des Tigers de Détroit de 2001 à 2015, il est leur directeur général d'avril 2002 à août 2015, une période qui est marquée par 4 titres de division consécutifs et deux titres de la Ligue américaine. 
Dombrowski a précédemment assumé les fonctions de directeur général des Expos de Montréal, puis devient en 1991 le premier directeur général et premier vice-président de la franchise des Marlins de la Floride, dont il bâtit le club champion de la Série mondiale 1997.

## White Sox de Chicago
Dave Dombrowki reçoit un diplôme en gestion des affaires à l'université de l'Ouest du Michigan en 1978. Il commence sa carrière chez les White Sox de Chicago en 1978 dans un rôle administratif et supervise le développement des jeunes joueurs sous contrat avec l'organisation. Il est nommé assistant au manager général Roland Hemond en novembre 1981.

## Expos de Montréal
Dave Dombrowski rejoint l'organisation des Expos de Montréal le 5 décembre 1986 et est directeur des équipes affiliées aux Expos en ligues mineures. Promu assistant au directeur-gérant Bill Stoneman le 11 août 1987, il devient à 31 ans vice-président joueurs et personnel le 7 juillet 1988 mais Stoneman, qui conserve le titre de directeur général, lui confie la responsabilité de réaliser les transactions. Il succède officiellement à Stoneman comme directeur-gérant du club au début de la saison 1990 et malgré son jeune âge (34 ans), il fait rapidement sa marque en complétant 23 transactions impliquant un total de 62 joueurs avant la fin de 1990. Il est en poste jusqu'à son départ pour une équipe d'expansion de la Ligue nationale en 1991. Les Expos le remplacent par Dan Duquette. Le club montréalais est deux fois (1988 et 1990) nommé organisation de l'année dans le monde du baseball par Baseball America durant les années où Dombrowski fait partie de l'équipe de direction.

## Marlins de la Floride
Dombrowski devient le vice-président exécutif et directeur général des Marlins de la Floride le 19 septembre 1991. Il est le premier à occuper ces deux postes dans l'histoire de la franchise, qui fait ses débuts sur le terrain au printemps 1993. Il bâtit l'équipe des Marlins championne de la Série mondiale 1997 et qui établit un record (depuis battu) pour l'équipe d'expansion à gagner un titre le plus rapidement après son entrée dans le baseball majeur. Le USA Today décerne aux Marlins le titre d'organisation sportive de l'année en 1998 pour leurs exploits de l'année précédente. Cependant, Dombrowski et les Marlins opèrent une vente de feu après ce championnat et vident l'équipe de ses meilleurs éléments dès 1998, une décision très impopulaire en Floride.
Le 1er mars 2000, il devient le troisième président de l'histoire de la franchise.

## Tigers de Détroit
Il devient président des Tigers de Détroit le 5 novembre 2001 puis, sans abandonner ce rôle, il prend le poste de directeur général le 8 avril 2002. Dombrowski réussit notamment à convaincre Jim Leyland de sortir de sa retraite et d'accepter avant la saison 2006 le poste de manager du club.
L'équipe atteint en 2006 la Série mondiale pour la première fois en 22 ans, ce trois saisons après une année 2003 de 119 défaites. Elle remporte en 2011 son premier championnat de division depuis la saison 1987 et récidive au cours des deux années suivantes, remportant à nouveau en 2012 le championnat de la Ligue américaine avant de s'incliner en Série mondiale.
En août 2011, Dombrowski accepte une prolongation de contrat de quatre ans qui le lie à la franchise des Tigers jusqu'en 2015.
Après 4 titres de divisions consécutifs de 2011 à 2014, les Tigers ne sont plus aussi compétitifs en 2015, et Dombrowski procède aux transferts des joueurs étoiles David Price et Yoenis Céspedes avant la date limite des échanges. Quelques jours plus tard, le 4 août 2015, les Tigers le libèrent de son contrat afin qu'il puisse « poursuivre de nouvelles opportunités de carrière » et Al Avila lui succède comme directeur général du club.

## Red Sox de Boston
Dombrowski accepte le poste de président des Red Sox de Boston le 18 août 2015.